# Platymiscium yucatanum
Platymiscium yucatanum är en ärtväxtart som beskrevs av Paul Carpenter Standley. Platymiscium yucatanum ingår i släktet Platymiscium och familjen ärtväxter. Inga underarter finns listade i Catalogue of Life.

## Bildgalleri